# Hymenochaete berteroi
Hymenochaete berteroi är en svampart som beskrevs av Pat. 1894. Hymenochaete berteroi ingår i släktet Hymenochaete och familjen Hymenochaetaceae.   Inga underarter finns listade i Catalogue of Life.